# Mangochi

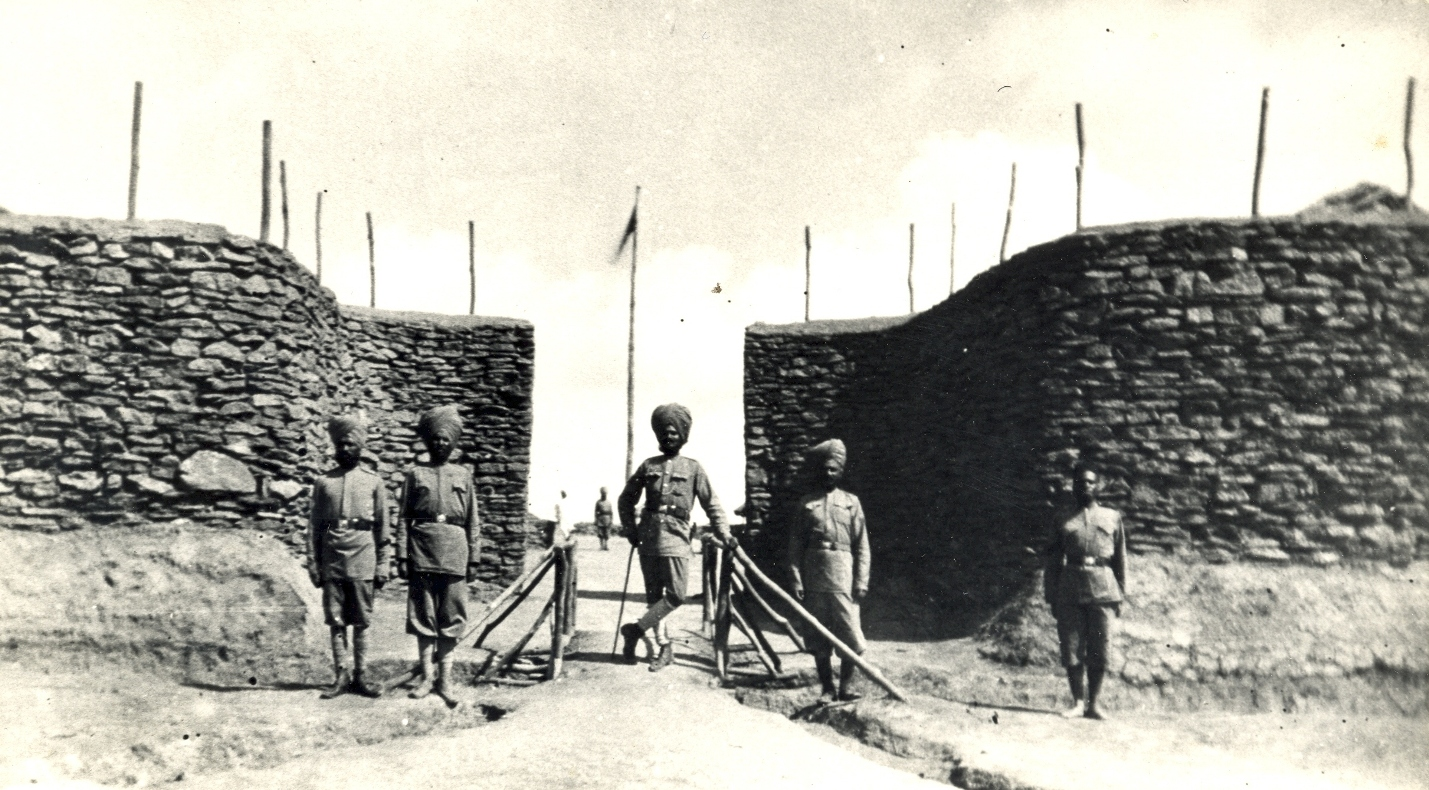
Antiguo Fort Johnston, en Mangochi.

Mangochi -antiguamente Fort Johnston- es una ciudad de Malaui, a orillas del río Shire.
La ciudad fue fundada por los británicos como puesto de defensa por el administrador colonial Harry Johnston en los 1890s. Situada en la llanura litoral del lago Malaui, entre éste y el lago Malombe, se desarrolló como centro agrícola y pesquero.
La zona está habitada principalmente por gentes de la etnia yao.